# NRW-Nordpunkt

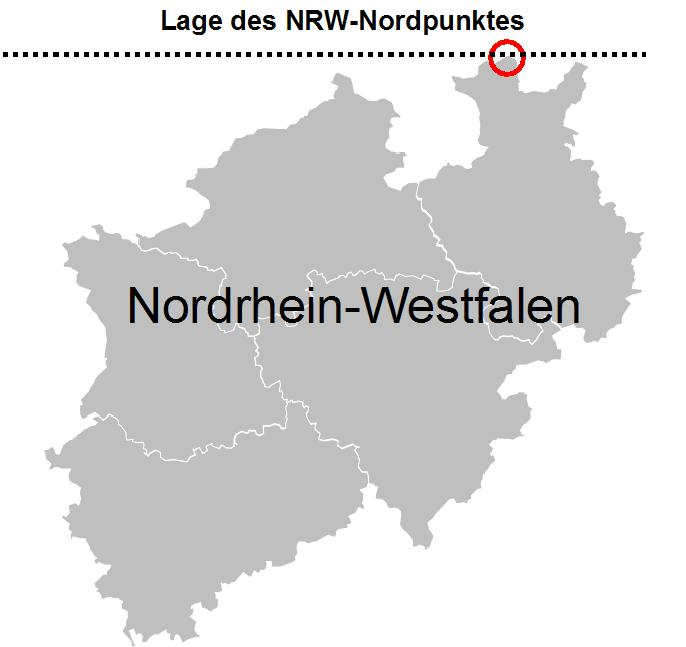
Der NRW-Nordpunkt liegt in Ostwestfalen-Lippe

Der NRW-Nordpunkt (oft auch nur Nordpunkt genannt) ist der nördlichste Punkt des Landes Nordrhein-Westfalen. Er befindet sich in Ostwestfalen bei der Ortschaft Preußisch Ströhen der Stadt Rahden im Kreis Minden-Lübbecke. Auf der anderen Seite der Landesgrenze befindet sich Hannoversch Ströhen, ein Ortsteil der Gemeinde Wagenfeld im Landkreis Diepholz (Niedersachsen).

## Lage

Hinweistafel am NRW-Nordpunkt

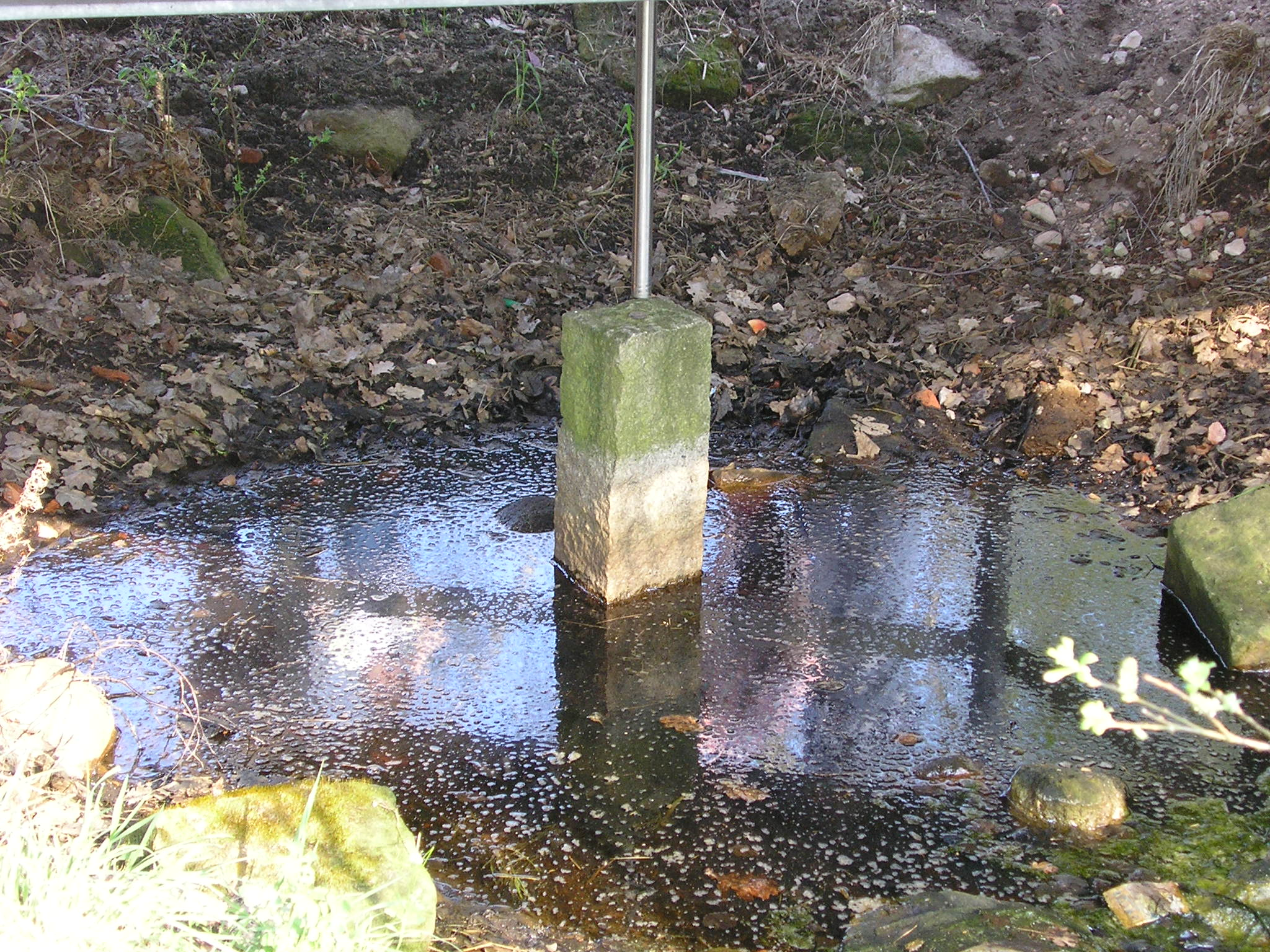
Der eigentliche Grenzstein liegt in einem Bach. Auf dem Grenzstein ist die Plattform für das Denkmal befestigt

Der NRW-Nordpunkt liegt auf einem im 19. Jahrhundert trockengelegten Moorgebiet, das heute als Wiesenfläche landwirtschaftlich genutzt wird. Der NRW-Nordpunkt liegt 37 Meter ü. NN.
Vom NRW-Nordpunkt bis zum Jadebusen an der Nordseeküste beträgt die Entfernung 100 km, während die Landeshauptstadt Düsseldorf über 200 km entfernt ist. Mit Bremen, Hannover und Hamburg liegen drei Landeshauptstädte damit wesentlich näher, Kiel und Schwerin sind bis auf wenige Kilometer fast gleich weit entfernt wie Düsseldorf. Der Südpunkt des Landes, gelegen in Kehr (Eifel), ist knappe 330 km entfernt.
Am Nordpunkt vorbei führen der Fernradweg Bremen-Bad Oeynhausen, die Bahn-Rad-Route Weser-Lippe sowie ein innerstädtischer Radweg.
Der NRW-Nordpunkt liegt dermaßen nördlich, dass er zum Beispiel auf derselben geographischen Breite wie die kanadische und subarktische Insel Weston Island in der Hudson Bay, die bereits zum Eskimo-Territorium Nunavut gehört.

## Geschichte
Im heutigen Grenzgebiet befanden sich bis ins 19. Jahrhundert vor allem ungeteilte Marken (Allmenden oder Gemeinheiten). Dort hatten Bauern der verschiedenen Herrschaften Hüte- bzw. Nutzungsrechte, über die oft auf verschiedenen Ebenen gestritten wurde. Die Königreiche Hannover und Preußen regelten ihre Grenze beiderseits der Weser in einem Staatsvertrag vom 25. November 1837. Da die Allmenden noch nicht an einzelne Bauern vergeben waren, wurde der genaue Grenzverlauf erst Schritt für Schritt festgelegt werden, als er durch Wälle oder Gräben von den Eigentümern sichtbar gemacht werden konnte.
Im Bereich des NRW-Nordpunktes dürfte der Teilungsrezess vom 24. September 1846 entscheidend gewesen sein, der das Wietingsmoor und das Ströher Bruch als Allmenden betraf. Dies ist der Grund dafür, dass vom Nordpunkt die Grenze zwischen NRW und Niedersachsen in südwestliche Richtung auf einer Länge von 7,3 km – für Mitteleuropa untypisch – in schnurgerader Linie verläuft.
Die vermeintliche Entdeckung geht auf eine Aktion des Kleinkünstlers Ingo Oschmann zurück. Die Bezirksregierung in Detmold bestätigte die „Entdeckung“. Wörtlich hieß es in einer entsprechenden Verlautbarung der Bezirksregierung: „Die Geodäten meiner Bezirksregierung haben eindeutig bewiesen: Der nördlichste Punkt von NRW liegt nicht in Rheine oder Petershagen, sondern hier: Auf 52° 32 nördlicher Breite und 8° 39 östlicher Länge und damit ganz oben in Nordrhein-Westfalen.(…)“
Auch das Landesvermessungsamt Nordrhein-Westfalen hat den nördlichsten Punkt des Landes mit diesen gerundeten Koordinaten vermerkt.
Am 5. Oktober 2001 wurde der NRW-Nordpunkt mit einer Feier unter großem Interesse der Bevölkerung sowie der regionalen und überregionalen Presse eingeweiht.

## Beschreibung

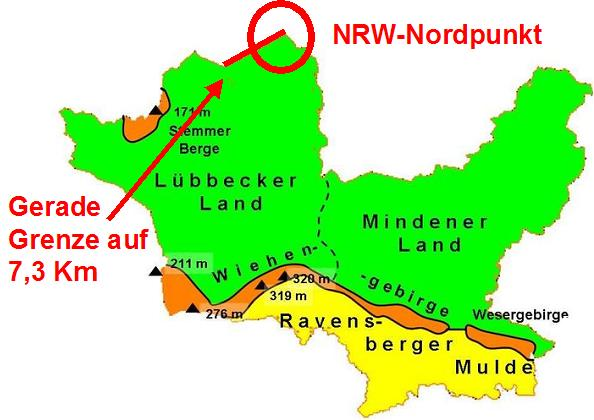
Die Lage des NRW-Nordpunktes im Kreis Minden-Lübbecke. Die Grenze verläuft von hier auf 7,3 km gerade nach SW

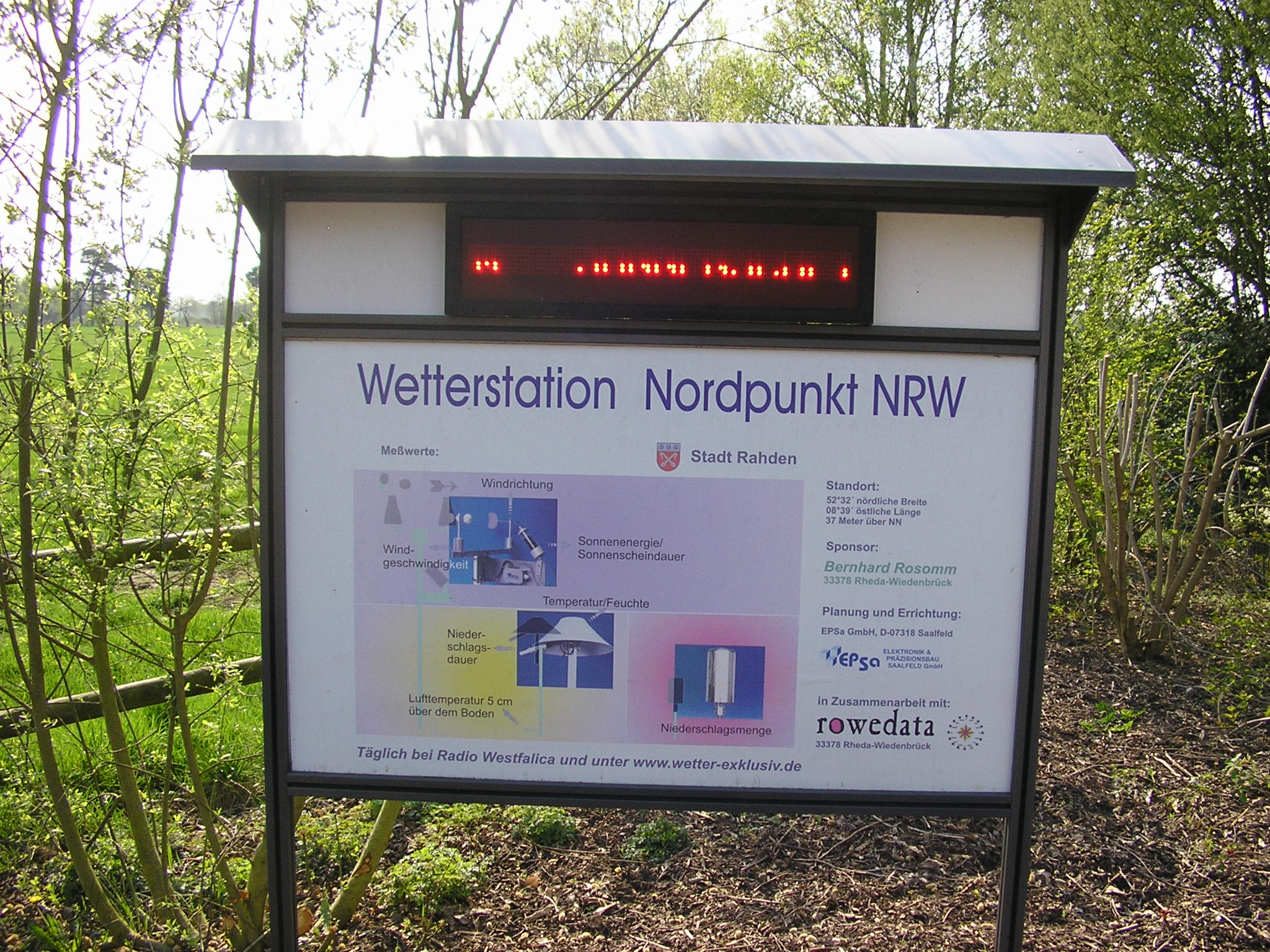
Wetterstation am NRW-Nordpunkt

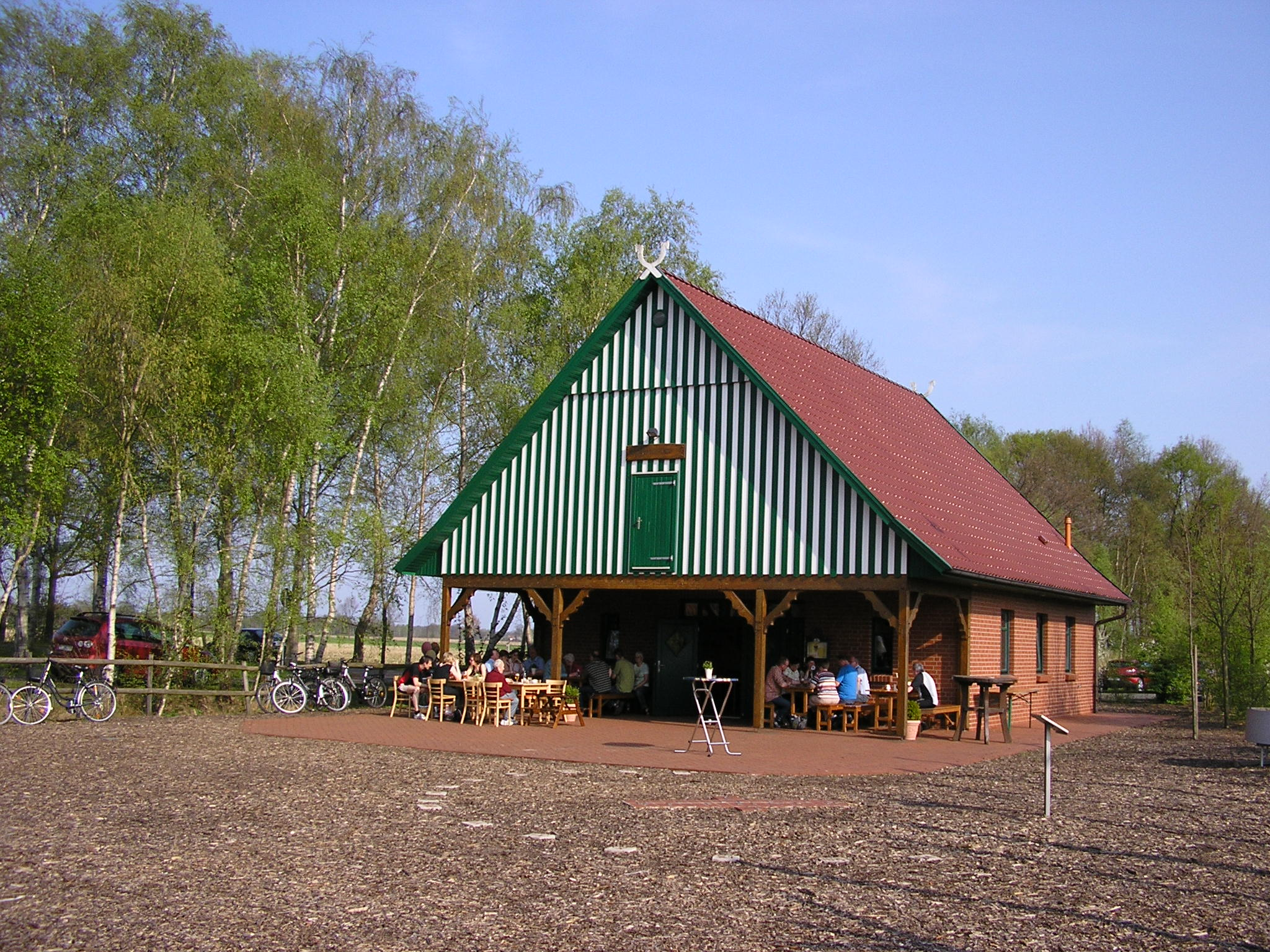
Das Nordpunkt-Haus

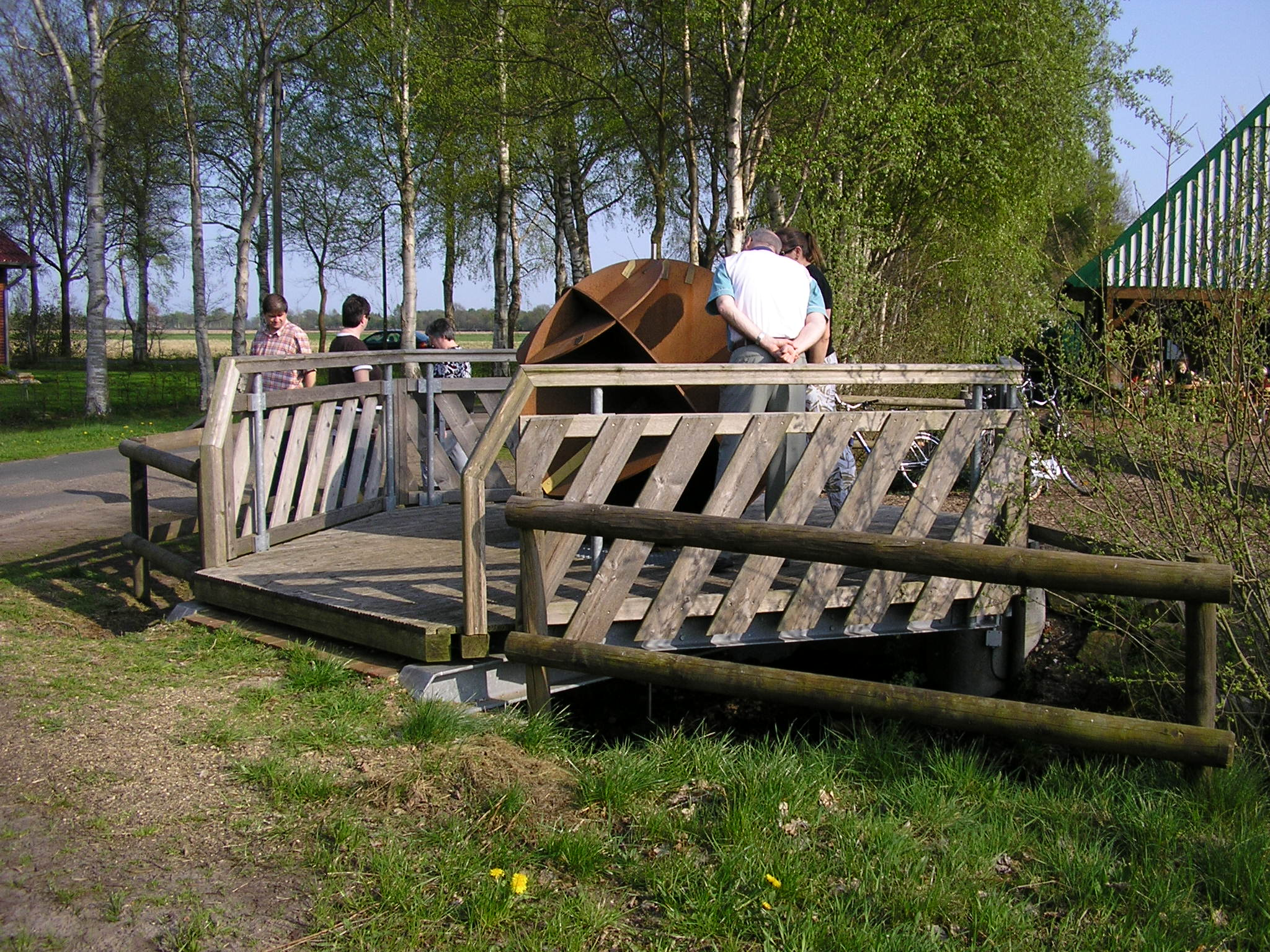
Über den Nordpunkt-Grenzstein wurde eine begehbare Plattform mit einer Skulptur errichtet

Am Nordpunkt vorbei führen der Fernradweg Bremen-Bad Oeynhausen, die Bahn-Rad-Route Weser-Lippe sowie ein innerstädtischer Radweg.
Am NRW-Nordpunkt befinden sich eine Sitzgruppe, eine Informationstafel, ein Steintisch in der Form des Landes Nordrhein-Westfalen und das Kunstwerk ZeichenSetzung, das der Holzbildhauer Klaus Meier-Warnebold im Rahmen des sogenannten zweiten LandArt-Festivals im Kreis Minden-Lübbecke erstellte. Es handelt sich um eine neunteilige Skulpturengruppe aus Robinienstämmen. Im Mai 2004 wurde dort das sogenannte Nordpunkt-Haus eröffnet. Es bietet einen vielseitig nutzbaren Mehrzweckraum und sanitäre Anlagen. Gebaut wurde es in Eigenleistung von der Dorfgemeinschaft Preußisch Ströhen.
Genau über dem Nordpunkt, mit einer senkrechten Stahlstange am Grenzstein verankert, befindet sich auf einer begehbaren Plattform die Skulptur Planet, Stahl auf 52 Grad 31' 53' ' Nord, (…). Die Idee des Künstlers war, mit dieser Skulptur den Nordpunkt greifbar zu machen. Dadurch wurde allerdings der eigentliche Grenzstein etwas in den Schatten gestellt.
Am NRW-Nordpunkt befindet sich ferner die amtlich geeichte Wetterstation eines privaten Wetterdienstes (Stationstyp: EPSA).
Das OWL-Regionalmarketing bezieht sich ebenfalls auf den Nordpunkt, wenn es die Region Ostwestfalen-Lippe (OWL) mit dem Slogan „OWL – Ganz oben in NRW“ vermarktet, obwohl nur Teile des Minden-Lübbecker Landes nördlicher als andere Teile Nordrhein-Westfalens liegen.

## Tageslängen
Der NRW-Nordpunkt ist in Nordrhein-Westfalen der Ort mit der längsten Tageslänge zur Sommersonnenwende und der kürzesten Tageslänge zur Wintersonnenwende: Am 21. Juni geht dort die Sonne um 5:01:55 Uhr auf und um 21:52:16 Uhr unter, was eine Tageslänge von 16 Stunden, 51 Minuten und 39 Sekunden bedeutet. In der Landeshauptstadt Düsseldorf beträgt die Tageslänge an diesem Tag 16 Stunden 35 Minuten und 30 Sekunden.
Zur Zeit der Sommersonnenwende beträgt die Zeit zwischen Ende und Beginn der bürgerlichen Dämmerung am NRW-Nordpunkt 5° 29' (gegenüber 5° 51' in Düsseldorf), die zwischen Ende und Beginn der nautischen Dämmerung 2° 43' (gegenüber 3° 25' Minuten in Düsseldorf). Die Astronomische Dämmerung endet zu diesem Zeitpunkt gar nicht, denn die untere Kulmination der Sonne beträgt zur Sommersonnenwende am NRW-Nordpunkt −14°02'.